# مخابرات (مصطلح)
المخابرات وهو المصطلح العربي للاستخبارات ، كما في وكالة المخابرات. المنظمات التي تستخدم الاسم تشمل:

## مصر
- جهاز المخابرات العامة. تأسس عام 1954 وكالة استخبارات مصرية مسؤولة عن توفير معلومات الأمن القومي، على الصعيدين المحلي والدولي.
- إدارة المخابرات الحربية والاستطلاع، هي إحدى إدارات وزارة الدفاع المصرية، «تعرف اختصارًا باسم المخابرات الحربية».[1]
- قطاع الأمن الوطني المصري، قطاع جديد تم إنشاءه بوزارة الداخلية المصرية يختص بالحفاظ على الأمن الوطني والتعاون مع أجهزة الدولة.[2]

## العراق
- جهاز المخابرات العامة العراقية، كان الجهاز الرئيسي لِلْمُحَافَظَة على أمن العراق من الجهات الخارجية إبان حكم الرئيس السابق صدام حسين، تم حل المخابرات العراقية عام 2003.

- جهاز المخابرات الوطني العراقي، تأسس عام 2004 بعد الغزو الأمريكي للعراق سنة 2003.

## لبنان
- شعبة المعلومات اللبنانية، تأسست عام 1993

## الأردن
- دائرة المخابرات العامة، تأسست عام 1964

## ليبيا
- المخابرات الجماهيرية، جهاز المخابرات الليبي في عهد معمر القذافي أنتهى عام 2011

## فلسطين
- جهاز المخابرات العامة، تأسس جهاز المخابرات العامة الفلسطينية عام 1994 بقرار من رئيس السلطة الوطنية الفلسطينية ياسر عرفات.[3]
- الاستخبارات العسكرية، تأسس الجهاز عام 1994 عقب تأسيس السلطة الوطنية الفلسطينية.[4]

## السعودية
- رئاسة الاستخبارات العامة السعودية، هيئة حكومية تعني بالمعلومات الاستخباراتية تأسست عام 1955.

## سوريا
تتألف أجهزة الأمن والمخابرات السورية من أربع فروع تسمى "شعب" مختلفة ومستقلة عن بعضها.
1. إدارة المخابرات العامة، جهاز المخابرات المدنية في سوريا تقع في العاصمة دمشق، تأسست عام 1971.
2. شعبة الأمن السياسي، يتبع هذا الجهاز لوزارة الداخلية السورية
3. شعبة الاستخبارات العسكرية، جهاز الاستخبارات العسكرية في سوريا، الشعبة الحالية تأسست في عام 1969.
4. إدارة المخابرات الجوية، تأسس عام 1963 بعد إستيلاء حزب البعث العربي الاشتراكي على الحكم في سوريا.

## السودان
- جهاز المخابرات العامة، تم إنشائه عام 2004 وذلك من خلال توحيد جهازي الأمن الوطني الذي كان مكلفًا بالأمن الداخلي والمخابرات السودانية الذي كان مكلفاً بالأمن الخارجي.[5]

## الجزائر
- دائرة الاستعلام والأمن، تأسست عام 1954،هي دائرة المخابرات الجزائرية، تأسست إبان ثورة التحرير الجزائرية على يد عبد الحفيظ بوصوف.
- المديرية المركزية لأمن الجيش، تأسست عام 1954، مسؤولة عن الاستخبارات العسكرية والمصالح العسكرية لجميع القوات المسلحة الجزائرية.

## المغرب
- المديرية العامة للدراسات والمستندات، تأسس عام 1973 واختصارًا تسمى لادجيد هي هي وكالة المخابرات الخارجية و مكافحة التجسس للمغرب.[6][7]
- المديرية العامة لمراقبة التراب الوطني، وكالة المخابرات الداخلية للدولة المغربية تأسست عام 1999.[8]

## تونس
- وكالة الاستخبارات والأمن للدفاع، مؤسسة عسكرية تونسية تابعة لوزارة الدفاع الوطني بتونس و تعنى بشؤون الأمن العسكري والاستخبارات.

## الإمارات
- وكالة الاستخبارات والأمن للدفاع (SIA)، وكالة المخابرات الإماراتية تأسست عام 2012.[9]
- المجلس الأعلى للأمن الوطني، مجلس يهدف إلى تحقيق الأمن القومي في الإمارات وسلامة البلد من جميع الجوانب الامنية، تأسس عام 2006.

## اليمن
- جهاز الأمن السياسي، هو جهاز الاستخبارات الداخلي اليمني، وأنشئ بقرار 121 لعام 1992 تحت مسمى الجهاز المركزي للأمن السياسي.[10]
- جهاز الأمن القومي، هو جهاز استخباراتي أمني يتبع رئاسة الجمهورية اليمنية يقوم بحفظ الأمن القومي للبلاد، تأسس عام 2002.